# Trigno
A Trigno egy olaszországi folyó. Az Abruzzói-Appenninekben ered Vastogirardi község területén. Átszeli Molise régiót, majd Vasto mellett az Adriai-tengerbe ömlik. Mellékfolyói a Verrino, Canniviere, Fiumarella, Ponte Musa, Rivo és Vella.